# Симфонія № 102 (Гайдн)
Симфонія № 102, сі-бемоль мажор, (Hoboken 1/104) Йозеф Гайдн, написана 1794 року. Десята із 12 лондонських симфоній композитора. написана на замовлення імпресаріо Йоганна Пітера Саломона. Одна з трьох симфоній, поряд із №103 і №104, над якими композитор працював у 1794.
Структура:
1. Largo—Vivace
2. Adagio in F major
3. Menuetto. Allegro
4. Finale. Presto

Хоча ця симфонія є порівняно менш відомою.
Перша частина написана в сонатній формі з повільною інтродукцією. Експозиція вирізняється особливою цільністю. Друга частина є оркестрованою версією фортепіанного тріо фа дієз мінор, Hob. XV/26 Третя частина менует - цікавий у ритмічному відношенні. Четверта - рондо.

## Ноти і література
- Symphony No. 102: Ноти на сайті International Music Score Library Project.